# Доротея Вирер
Дороте́я Ви́рер (на немски: Dorothea Wierer; род. 3 април 1990 г., Брунико) е италианска биатлонистка. Към края на 2022 г. е най-титулованата италианска биатлонистка в историята.
Вирер е трикратен бронзов медалист от зимни олимпийски игри в Сочи 2014, Пьончан 2018 и Пекин 2022, трикратен световен шампион многократен медалист на световни първенства, абсолютна световна шампионка при девойките (до 21 г.) за 2011 г. Носителка на две Световнаи купа за сезони 2018/19, 2019/20 и четири малки купи в отделните дисциплини (индивидуален старт 2015/16 и 2020/21, преследване 2018/19 и масов старт 2019/20).

## Спортна кариера
Участва в състезания за Световната купа от 2009 г. Печели за пръв път в индивидуална дисциплина в първото за сезон 2015/16 състезание в Йостершунд. Няколко дена по-късно с много силен последен пост в щафетата извежда отбора на Италия до първото място в Хохфилцен.